# Denkstoornis
Denkstoornis is een term uit de psychiatrie en psychologie. Bij een denkstoornis treden problemen op met de inhoud van de gedachten of de manier waarop de persoon denkt en communiceert. Denkstoornissen kunnen zelfstandig optreden, maar zijn vaak een symptoom van een breder psychisch ziektebeeld, bijvoorbeeld een psychotische aandoening als schizofrenie.
Er zijn twee vormen van denkstoornis te onderscheiden.
1. De eerste vorm betreft de inhoud van gedachten; dit noemt men inhoudelijke denkstoornissen. Deze loopt volledig uit de pas met de realiteit zoals die door de omgeving wordt waargenomen en geaccepteerd. Een voorbeeld van een dergelijke denkstoornis is een paranoïde waan. Een frequent waargenomen thema is dat de persoon zich inbeeldt achtervolgd, afgeluisterd of bespied te worden, terwijl dit objectief in werkelijkheid niet het geval is. Het is mogelijk dat de persoon goed over deze afwijkende gedachten kan communiceren.
2. De tweede vorm van denkstoornis zijn de zogenaamde formele denkstoornissen. Hierbij is de inhoud van de gedachten niet per definitie verstoord (hoewel dit vaak wel het geval is), maar is de vorm van denken of de gedachtegang voor de omgeving moeilijk te volgen. Iemand kan bijvoorbeeld te snel denken en spreken, moeilijk te volgen associaties hebben of problemen hebben de gedachten in taal uit te drukken.

In dit laatste geval kan iemand zich bijvoorbeeld bedienen van neologismen of het toekennen van een nieuwe betekenis aan een bestaand woord. Ook kunnen verschijnselen als echolalie, palilalie en glossolalie optreden.